# Georges Simon (architecte)
Pour les articles homonymes, voir Georges Simon.
Jean Baptiste Simon, dit Georges Simon, né le 6 décembre 1818 à Rouen et mort le 6 août 1899 dans la même ville, est un architecte, archéologue et artiste français.

## Biographie
Jean Baptiste Simon naît le 6 décembre 1818 à 18 h, à Rouen au domicile familial sis rue Orbe. Il est le fils de Jean Baptiste Tropez Simon (ourdisseur) et de Marie Anne Catherine Vallée (son épouse).
En 1829, alors jeune écolier de 11 ans, il obtient à l'École municipale le premier prix de dessin linéaire pour une reproduction de l'ancienne chapelle du prieuré Saint-Louis-de-la-Rougemare. Il devient ensuite élève dans l'atelier d'Eustache-Hyacinthe Langlois.
Architecte de profession, il se passionne également pour l'archéologie : ainsi, outre les nombreux travaux de construction d'édifices publics ou privés, il accomplit de nombreux travaux de restauration d'anciens édifices et en particulier d'églises. Pour ses interventions au château d'Ételan, il reçoit des éloges de l'architecte Eugène Viollet-le-Duc. Ayant un respect particulier pour les monuments anciens, il écrit notamment « Apportons tous nos soins à la conservation de nos vieux monuments, n'y touchons qu'avec prudence et respectons surtout leur originalité ». Il est membre de la Commission départementale des Antiquités de la Seine-Inférieure.
En 1853, il dirige les travaux de restauration de l'église Notre-Dame du Vaudreuil,. En 1858, il réalise la mairie et l'école de Francheville (Eure). En 1859, il dirige la reconstruction de l'église de Muids.
Ses travaux sont couronnés par la Société d'horticulture de la Seine-Inférieure, la Société libre d'émulation et l'Académie des sciences, belles-lettres et arts de Rouen (médaille d'argent en 1859). Cette dernière lui ouvre d'ailleurs ses portes en 1878. Il participe également à la fondation de la Société des architectes de la Seine-Inférieure et de l'Eure.
En 1883, il dirige la restauration de l'église de Pont-de-l'Arche.
Il est un des membres fondateurs de l'Association fraternelle des anciens élèves des écoles communales de Rouen.
En 1897, il transfère son cabinet du 24 rue Bouquet au 4 petite rue Louette, à Rouen, où il meurt le 6 août 1899 à 4 h. Ses obsèques sont célébrées dans l'église Saint-Gervais.